# Ryszard Twardowski
Ryszard Twardowski (ur. 28 maja 1948 w Dorobnej Woli) – polski hokeista na trawie, trener, działacz sportowy, olimpijczyk z Monachium 1972.
Zawodnik grający na pozycji bramkarza. Zawodnik klubów: Społem Łódź (lata 1962-1966), Sparta Wrocław (lata 1966-1967), Budowlani Łódź (lata 1967-1969), Grunwald Poznań (lata 1970-1971) oraz AZS Katowice (lata 1971-1976). 
W reprezentacji Polski rozegrał 18 spotkań
Na igrzyskach olimpijskich w 1972 roku był członkiem drużyny, która zajęła w turnieju 11. miejsce.
Po zakończeniu kariery sportowej działacz sportowy. Współtworzył Klub Hokeistów na Trawie Budowlani Katowice oraz kobiecą drużynę AZS UŚ Katowice jednocześnie będąc jej trenerem. Sędzia międzynarodowy.